# Moussakongo
Moussakongo är en ort i Burkina Faso.   Den ligger i provinsen Province de la Kossi och regionen Boucle du Mouhoun, i den västra delen av landet, 280 km väster om huvudstaden Ouagadougou. Moussakongo ligger 343 meter över havet och antalet invånare är 3 310.
Terrängen runt Moussakongo är platt, och sluttar österut. Närmaste större samhälle är Salanso, 12,4 km söder om Moussakongo.
Omgivningarna runt Moussakongo är en mosaik av jordbruksmark och naturlig växtlighet. Runt Moussakongo är det ganska tätbefolkat, med 65 invånare per kvadratkilometer.